# Bulgaars voetbalelftal (vrouwen)
Het Bulgaars vrouwenvoetbalelftal is een voetbalteam dat uitkomt voor Bulgarije bij internationale wedstrijden, zoals het Europees kampioenschap.

## Prestaties op eindronden

### Wereldkampioenschap
| Jaar   | Resultaat                         | Wed                               | W                                 | G                                 | V                                 | DV                                | DT                                |
| ------ | --------------------------------- | --------------------------------- | --------------------------------- | --------------------------------- | --------------------------------- | --------------------------------- | --------------------------------- |
| 1991   | Niet gekwalificeerd               | Niet gekwalificeerd               | Niet gekwalificeerd               | Niet gekwalificeerd               | Niet gekwalificeerd               | Niet gekwalificeerd               | Niet gekwalificeerd               |
| 1995   | Niet gekwalificeerd               | Niet gekwalificeerd               | Niet gekwalificeerd               | Niet gekwalificeerd               | Niet gekwalificeerd               | Niet gekwalificeerd               | Niet gekwalificeerd               |
| 1999   | Niet gekwalificeerd               | Niet gekwalificeerd               | Niet gekwalificeerd               | Niet gekwalificeerd               | Niet gekwalificeerd               | Niet gekwalificeerd               | Niet gekwalificeerd               |
| 2003   | Niet deelgenomen aan kwalificatie | Niet deelgenomen aan kwalificatie | Niet deelgenomen aan kwalificatie | Niet deelgenomen aan kwalificatie | Niet deelgenomen aan kwalificatie | Niet deelgenomen aan kwalificatie | Niet deelgenomen aan kwalificatie |
| 2007   | Niet deelgenomen aan kwalificatie | Niet deelgenomen aan kwalificatie | Niet deelgenomen aan kwalificatie | Niet deelgenomen aan kwalificatie | Niet deelgenomen aan kwalificatie | Niet deelgenomen aan kwalificatie | Niet deelgenomen aan kwalificatie |
| 2011   | Niet gekwalificeerd               | Niet gekwalificeerd               | Niet gekwalificeerd               | Niet gekwalificeerd               | Niet gekwalificeerd               | Niet gekwalificeerd               | Niet gekwalificeerd               |
| 2015   | Niet gekwalificeerd               | Niet gekwalificeerd               | Niet gekwalificeerd               | Niet gekwalificeerd               | Niet gekwalificeerd               | Niet gekwalificeerd               | Niet gekwalificeerd               |
| Totaal | 0/7                               | 0                                 | 0                                 | 0                                 | 0                                 | 0                                 | 0                                 |

### Europees kampioenschap
| Jaar   | Resultaat                                          | Wed                                                | W                                                  | G                                                  | V                                                  | DV                                                 | DT                                                 |
| ------ | -------------------------------------------------- | -------------------------------------------------- | -------------------------------------------------- | -------------------------------------------------- | -------------------------------------------------- | -------------------------------------------------- | -------------------------------------------------- |
| 1984   | Niet deelgenomen, nationale ploeg bestond nog niet | Niet deelgenomen, nationale ploeg bestond nog niet | Niet deelgenomen, nationale ploeg bestond nog niet | Niet deelgenomen, nationale ploeg bestond nog niet | Niet deelgenomen, nationale ploeg bestond nog niet | Niet deelgenomen, nationale ploeg bestond nog niet | Niet deelgenomen, nationale ploeg bestond nog niet |
| 1987   | Niet deelgenomen, nationale ploeg bestond nog niet | Niet deelgenomen, nationale ploeg bestond nog niet | Niet deelgenomen, nationale ploeg bestond nog niet | Niet deelgenomen, nationale ploeg bestond nog niet | Niet deelgenomen, nationale ploeg bestond nog niet | Niet deelgenomen, nationale ploeg bestond nog niet | Niet deelgenomen, nationale ploeg bestond nog niet |
| 1989   | Niet gekwalificeerd                                | Niet gekwalificeerd                                | Niet gekwalificeerd                                | Niet gekwalificeerd                                | Niet gekwalificeerd                                | Niet gekwalificeerd                                | Niet gekwalificeerd                                |
| 1991   | Niet gekwalificeerd                                | Niet gekwalificeerd                                | Niet gekwalificeerd                                | Niet gekwalificeerd                                | Niet gekwalificeerd                                | Niet gekwalificeerd                                | Niet gekwalificeerd                                |
| 1993   | Niet gekwalificeerd                                | Niet gekwalificeerd                                | Niet gekwalificeerd                                | Niet gekwalificeerd                                | Niet gekwalificeerd                                | Niet gekwalificeerd                                | Niet gekwalificeerd                                |
| 1995   | Niet gekwalificeerd                                | Niet gekwalificeerd                                | Niet gekwalificeerd                                | Niet gekwalificeerd                                | Niet gekwalificeerd                                | Niet gekwalificeerd                                | Niet gekwalificeerd                                |
| 1997   | Niet gekwalificeerd                                | Niet gekwalificeerd                                | Niet gekwalificeerd                                | Niet gekwalificeerd                                | Niet gekwalificeerd                                | Niet gekwalificeerd                                | Niet gekwalificeerd                                |
| 2001   | Niet deelgenomen aan kwalificatie                  | Niet deelgenomen aan kwalificatie                  | Niet deelgenomen aan kwalificatie                  | Niet deelgenomen aan kwalificatie                  | Niet deelgenomen aan kwalificatie                  | Niet deelgenomen aan kwalificatie                  | Niet deelgenomen aan kwalificatie                  |
| 2005   | Niet deelgenomen aan kwalificatie                  | Niet deelgenomen aan kwalificatie                  | Niet deelgenomen aan kwalificatie                  | Niet deelgenomen aan kwalificatie                  | Niet deelgenomen aan kwalificatie                  | Niet deelgenomen aan kwalificatie                  | Niet deelgenomen aan kwalificatie                  |
| 2009   | Niet gekwalificeerd                                | Niet gekwalificeerd                                | Niet gekwalificeerd                                | Niet gekwalificeerd                                | Niet gekwalificeerd                                | Niet gekwalificeerd                                | Niet gekwalificeerd                                |
| 2013   | Niet gekwalificeerd                                | Niet gekwalificeerd                                | Niet gekwalificeerd                                | Niet gekwalificeerd                                | Niet gekwalificeerd                                | Niet gekwalificeerd                                | Niet gekwalificeerd                                |
| 2017   | Niet gekwalificeerd                                | Niet gekwalificeerd                                | Niet gekwalificeerd                                | Niet gekwalificeerd                                | Niet gekwalificeerd                                | Niet gekwalificeerd                                | Niet gekwalificeerd                                |
| Totaal | 0/12                                               | 0                                                  | 0                                                  | 0                                                  | 0                                                  | 0                                                  | 0                                                  |

## FIFA-wereldranglijst
Betreft klassering aan het einde van het jaar
| 2003 | 2004 | 2005 | 2006 | 2007 | 2008 | 2009 | 2010 | 2011 | 2012 | 2013 | 2014 | 2015 | 2016 | 2017 |
| ---- | ---- | ---- | ---- | ---- | ---- | ---- | ---- | ---- | ---- | ---- | ---- | ---- | ---- | ---- |
| 48   | 48   | 48   | 45   | 46   | 42   | 46   | 49   | 55   | 57   | 56   | 73   | 75   | 66   | 66   |

## Statistieken
- Bijgewerkt tot en met de oefeninterland tegen  Oekraïne (0–2) op 22 februari 2022.

### Tegenstanders
| Tegenstander          | Wed. | W | G | V | DV | DT | DS  | Details |
| --------------------- | ---- | - | - | - | -- | -- | --- | ------- |
| Albanië               | 2    | 1 | 0 | 1 | 3  | 2  | +1  | details |
| Armenië               | 1    | 1 | 0 | 0 | 4  | 1  | +3  | details |
| Azerbeidzjan          | 2    | 1 | 0 | 1 | 3  | 1  | +2  | details |
| België                | 4    | 0 | 1 | 3 | 0  | 11 | –11 | details |
| Bosnië en Herzegovina | 3    | 1 | 1 | 1 | 3  | 3  | 0   | details |
| Cyprus                | 4    | 2 | 0 | 2 | 4  | 6  | –2  | details |
| Denemarken            | 4    | 0 | 1 | 3 | 1  | 19 | –18 | details |
| Duitsland             | 4    | 0 | 0 | 4 | 2  | 18 | –16 | details |
| Estland               | 1    | 1 | 0 | 0 | 5  | 0  | +5  | details |
| Finland               | 2    | 0 | 0 | 2 | 0  | 12 | –12 | details |
| Frankrijk             | 4    | 0 | 0 | 4 | 0  | 31 | –31 | details |
| Georgië               | 2    | 1 | 1 | 0 | 6  | 1  | +5  | details |
| Griekenland           | 2    | 1 | 0 | 1 | 2  | 2  | 0   | details |
| Hongarije             | 11   | 2 | 0 | 9 | 5  | 40 | –35 | details |
| IJsland               | 2    | 0 | 0 | 2 | 0  | 16 | –16 | details |
| Israël                | 1    | 0 | 0 | 1 | 0  | 2  | –2  | details |
| Kazachstan            | 5    | 2 | 1 | 2 | 9  | 12 | –3  | details |
| Kroatië               | 1    | 0 | 0 | 1 | 1  | 3  | –2  | details |
| Letland               | 2    | 1 | 1 | 0 | 5  | 1  | +4  | details |
| Litouwen              | 3    | 1 | 1 | 1 | 4  | 4  | 0   | details |
| Luxemburg             | 1    | 1 | 0 | 0 | 5  | 0  | +5  | details |
| Malta                 | 1    | 1 | 0 | 0 | 1  | 0  | +1  | details |
| Noord-Ierland         | 2    | 0 | 0 | 2 | 1  | 5  | –4  | details |
| Noord-Macedonië       | 3    | 1 | 1 | 1 | 11 | 9  | +2  | details |
| Noorwegen             | 3    | 0 | 0 | 3 | 0  | 16 | –16 | details |
| Oekraïne              | 4    | 0 | 0 | 4 | 2  | 7  | –5  | details |
| Oostenrijk            | 2    | 0 | 0 | 2 | 1  | 10 | –9  | details |
| Portugal              | 1    | 0 | 0 | 1 | 0  | 5  | –5  | details |
| Roemenië              | 4    | 1 | 1 | 2 | 1  | 5  | –4  | details |
| Rusland               | 2    | 0 | 0 | 2 | 1  | 5  | –4  | details |
| Schotland             | 2    | 0 | 0 | 2 | 1  | 13 | –12 | details |
| Servië                | 2    | 0 | 0 | 2 | 1  | 7  | –6  | details |
| Slovenië              | 1    | 1 | 0 | 0 | 4  | 0  | +4  | details |
| Sovjet-Unie           | 4    | 0 | 0 | 4 | 2  | 9  | –7  | details |
| Spanje                | 2    | 0 | 1 | 1 | 1  | 2  | –1  | details |
| Turkije               | 5    | 2 | 1 | 2 | 10 | 6  | +4  | details |
| Wales                 | 1    | 0 | 0 | 1 | 1  | 8  | –7  | details |

BFS · A-internationals · Bulgaars mannenelftal
1987 – 1999 · 2000 – 2009 · 2010 – 2019 · 2020 – 2029
Albanië ·
Armenië ·
Azerbeidzjan ·
België ·
Bosnië en Herzegovina ·
Cyprus ·
Denemarken ·
Duitsland ·
Estland ·
Finland ·
Frankrijk ·
Georgië ·
Griekenland ·
Hongarije ·
Hongkong ·
IJsland ·
Israël ·
Joegoslavië ·
Kazachstan ·
Kosovo ·
Kroatië ·
Letland ·
Litouwen ·
Luxemburg ·
Malta ·
Moldavië ·
Noord-Ierland ·
Noord-Korea ·
Noord-Macedonië ·
Noorwegen ·
Oekraïne ·
Oostenrijk ·
Polen ·
Portugal ·
Roemenië ·
Rusland ·
Schotland ·
Servië ·
Slovenië ·
Spanje ·
Tsjecho-Slowakije ·
Turkije ·
Verenigde Staten ·
Wales